# Slowakischer Verband der Reservisten

Offizielles Logo der SZVvZ

Slowakischer Verband der Reservisten (abgekürzt SZVVZ, vollständiger Name Slowakischer Verband der Reservisten und wehrsportlichen Aktivitäten) wurde 1966 als ein freiwilliger, unpolitischer Bürgerverein gegründet, der allen slowakischen Staatsbürger, vor allem aber den Reservisten offensteht. Als Bürgerverein übt er Interessens-, Wehr- und Sportschießtätigkeit in der Zusammenarbeit mit den Streitkräften der Slowakischen Republik aus.
Im Jahr 2011 vereinigte SZVvZ bis zu 2000 Mitglieder in 97 Reservistenclubs in der ganzen Slowakei. Die Grundlage der Aktivitäten von SZVvZ ist die Organisation von Schießwettbewerben verschiedener Art, bei denen der Wettbewerb hauptsächlich auf das Schießen von Waffen gerichtet ist, die in den Streitkräften der Slowakischen Republik eingesetzt werden.

## Geschichte de Verbandes
Slowakischer Verband der Reservisten ist eigentlich die Nachfolgeorganisation von der Organisation Zväzarm aus dem letzten Jahrhundert. Zväzarm (Verband für die Zusammenarbeit mit der Armee, auf Tschechisch Svaz pro spolupráci s armádou oder abgekürzt Svazarm) war eine einheitliche freiwillige militärisch-soziale Organisation in der Tschechoslowakischen Sozialistischen Republik. Sie wurde am 4. November 1951 auf der Grundlage des Gesetzes Nr. 92/1951 über Wehrausbildung gegründet. Zu dieser Zeit vereinigte sie 10 gesellschaftliche Organisationen als kollektive Mitglieder. Im Jahr 1952 wechselte sie auf der Verbindungsversammlung zur Einzelmitgliedschaft.
Zväzarm erfüllte einige Aufgaben der Staatsverteidigung. Diese Organisation befasste sich mit Wehrsportarten und technischen Interessen, zu welchen gehörten Fahrradtrial, Elektronik, Kynologie, Luftfahrt, Modellbau, Motorsport, Geländespiel, Fallschirmspringen, Tauchen, Amateurfunk, Schießen, Hängegleiter und viele andere.
Für die Entwicklung der technischen Sportarten, vor allem des Schießsports, wurde 1966 der Verband der Reservisten gegründet. Nach dem Zerfall der Tschechoslowakei entstand 1993 in der Slowakei seine Nachfolgeorganisation Slowakischer Verband der Reservisten als ein freiwilliger, unpolitischer Bürgerverein. Später wurde der Name des Vereins auf heutige Form erweitert – Slowakischer Verband der Reservisten und wehrsportlichen Aktivitäten.
Der erste Präsident des Slowakischen Verbandes der Reservisten war Major der Reserve, Miroslav Jánoš, der 26 Jahre im Amt war. Auf der 8. SZVvZ-Versammlung am 26. Oktober 2019 trat er zurück.

## Organisationsstruktur
Die Organisationsstruktur des Slowakischen Verbandes der Reservisten ist in den Statuten verankert. Ihre regelmäßige Neuauflage findet auf der Versammlung statt. Die Versammlung ist das höchste Leitungsorgan des Verbandes.
Die neue Organisationsstruktur des Verbandes wurde auf der 8. SZVvZ-Versammlung am 26. Oktober 2019 angenommen. Sie wurde mit der Absicht der Verbesserung der Effektivität der Leitung des Verbandes, der Erhaltung der Stimme der Regionen und der Aktivierung eines breiteren Spektrums von Mitgliedern des Verbandes konzipiert. Unnötige und nicht funktionierende Zwischenglieder in der Form von regionalen Verbänden wurden abgeschafft und neue Funktionen von Vizepräsidenten mit der Spezialisierung und Verantwortung für bestimmte Bereiche der Verwaltung und Entwicklung des Verbandes wurden hinzugefügt.
Die Organisationsstruktur des Verbandes auf seiner höchsten, nationalen Ebene hat folgende Hierarchie (die Reihenfolge von dem höchsten bis zum niedrigsten Grad):
- Versammlung
- Zentralrat
- Präsidium (unter der Leitung des Präsidenten)
- Kontrolleur

Der Zentralrat ist das oberste Organ des Verbandes in dem Zeitraum zwischen einzelnen Versammlungen. Er besteht aus 9 stimmberechtigten Mitgliedern, wobei bei der Stimmengleichheit die Stimme des Verbandspräsidenten entscheidend ist. Es sind der Präsident des Verbandes, 4 Mitglieder des Präsidiums (Vizepräsidenten) und vier Vertreter der Regionen der Slowakei im Sinne der Verwaltungsgliederung der Slowakischen Republik, die bis zum 18. Dezember 1990 gültig war (Bratislav, West, Mitte und Ost).

## Vom Verein organisierte Wettbewerbe

### Schießmehrkampf
Schießmehrkampf ist ein klassischer wehrsportlicher Wettkampf der Organisation, in dem Einzelsportler und Dreierteams wetteifern. Das Prinzip dieses Wettbewerbs liegt in dem Erfüllen von fünf Wettkampfdisziplinen (vier bei Einzelsportler, die nicht im Team starten). Die Wettkampfdisziplinen des Schießmehrkampfes sind:
- Gezieltes Schießen von großkalibrigen Pistole auf 25 m
- Dreistellungs-Schießen aus einer selbstladenden Waffe Modell 58 auf reduziertes Ziel auf 50 m
- Granatwurf auf Genauigkeit
- Kampfschießen aus der Pistole
- Schießkampf der Mannschaften im Schießen aus Kleinkalibergewehren

### Schießdreikampf
Schießdreikampf ist ein traditioneller Wettkampf der Einzelsportler, der aus zwei technischen Disziplinen in gezieltem (genauem) Schießen von Großkaliberpistolen und Großkaliberrevolvern mit dem Kaliber 7,62 – .45 (11 mm) besteht. Jede Disziplin besteht aus drei Runden:
- 2 × 5 Schüsse auf die Schießscheibe 135-P (grüne, nicht gedeckte, liegende Figur mit Kreisen)
- 2 × 5 Schüsse auf die Schießscheibe 50/20 (internationale Pistolenschießscheibe)
- 2 × 5 Schüsse auf eine zweizentrige Schießscheibe SČS D-1 (sog. "Papagei")

### Schießen aus einer selbstladenden Waffe Modell 58
Schießen als eigenständiger Wettkampf wurde 2013 zum SZVvZ-Kalender hinzugefügt.  Es geht um einen Dreistellungskampf im Schießen mit einer zivilen (selbstladenden) Version der Maschinenpistole Modell 58, die seit siebziger Jahre zu der Grundbewaffnung des Soldaten der tschechoslowakischen Armee gehörte und von dort in die Bewaffnung der Nachfolgearmeen überging.
Der Schießstand befindet sich 100 Meter von der Schießscheibe entfernt. Das Wetteifern verläuft in zwei getrennten Disziplinen, die separat bewertet werden – Disziplin Standard oder Open. In der Standard-Disziplin wird mit offener Visierung geschossen und in der Open-Disziplin können auch optische Zieleinrichtungen benutzt werden (Kollimatoren, Ferngläser, Dioptrien). Der Sportler kann während des Wettkampfes in beiden Disziplinen teilnehmen, natürlich mit entsprechender Ausrüstung.
Jeder Teil der Disziplin besteht aus drei Runden auf die Schießscheibe 135-P (grüne, nicht gedeckte, liegende Figur mit Kreisen), die in der folgenden Reihenfolge ausgeführt werden müssen:
- Schießen liegend
- Schießen stehend
- Schießen kniend

Die Leistung in den einzelnen Runden ist zeitlich begrenzt.

### Internationaler Wettkampf REPIKO
Die neueste Wettkampfdisziplin im SZVvZ-Kalender. Als Herkunftsland ist in ihrer Geburtsurkunde „Tschechien“ eingetragen. Sie wurde von unseren tschechischen Nachbarn übernommen und 2016 erstmals in die offiziellen Wettkampfdisziplinen aufgenommen. Ein Jahr später fand die vorläufige Serie von Qualifikationswettkämpfen statt, geendet von inoffizieller slowakischen Meisterschaft.
REPIKO ist eine attraktive Teamdisziplin, die die Elemente dynamischer und präziser Disziplinen kombiniert. Ihr Name ist eine Abkürzung von drei Wörtern, die ihr Wesen enthüllt – REvolver, PIstole, KOllektiv. Es ist Wettkampf von Dreierteams, in dem die Genauigkeit des Schießens auf die Schießscheibe und die Schnelligkeit des Schießens auf Metallzielscheiben (Pepper Poppers) entscheidet.
Die Beliebtheit dieses Wettkampfes liegt vor allem in der Tatsache, dass es um einen Teamwettkampf handelt, bei dem die Koordination und Zusammenarbeit einzelner Teammitglieder eine wichtige Rolle spielen. Es wird mit Großkaliberpistolen (oder -revolvern) mit dem Kaliber 7,62 – .45 (11 mm) geschossen. Pflichtausrüstung bei diesem Wettkampf ist Augenschutz (gegen Querschläger) und natürlich (wie bei anderen Wettkämpfen) auch Gehörschutz.

## Zusammenarbeit mit Ressorten
Neben Schießwettkämpfen engagiert sich SZVvZ in gesellschaftspolitischen Aktivitäten mit nationalem und internationalem Charakter und arbeitet hauptsächlich mit dem Verteidigungsministerium der Slowakischen Republik und dem Generalstab der Armee der Slowakischen Republik, mit Verbänden der Reservisten im Ausland und mit anderen Verbänden und Organisationen in der Slowakei, die mit den Streitkräften verbunden sind zusammen. In diesem Zusammenhang versucht SVZvZ das Bindeglied zwischen den Streitkräften und der Öffentlichkeit zu bilden und bei der Lösung vieler wichtigen Probleme helfen.
Das Verteidigungsministerium der Slowakischen Republik akzeptiert SZVvZ als einzige Organisation, die alle Reservisten in der Slowakei vertritt und hat mit SZVvZ ein Kooperationsabkommen geschlossen.

## Finanzierung der Aktivitäten des Verbandes
Das Verteidigungsministerium der Slowakischen Republik gibt außer der Gewährleistung von Schießständen bei Schießwettkämpfen durch den Generalstab der Streitkräften der Slowakischen Republik auch die Möglichkeit, sich jedes Jahr zu Sonderprojekten zu bewerben, um finanzielle Unterstützung für einen Teil der internationalen Aktivitäten von SZVvZ zu erhalten.
Alle Aktivitäten von SZVvZ und ihre Finanzierung ist jedoch von freiwilligen Tätigkeiten und Mitgliedsbeiträgen der Mitglieder der Organisation abhängig.

## Mitgliedschaft in internationalen Organisationen
Seit 1993 ist SZVvZ ein Mitglied der internationalen Organisation der Reservisten Gaminger Initiative und seit 1999 ein assoziiertes Mitglied der globalen Organisation der Reservisten CIOR.
Die Organisation Gaminger Initiative ist ein regionaler Verband von Soldaten und Offizieren der Reserve aus den mitteleuropäischen Ländern, und zwar aus Deutschland, der Schweiz, Italien, Ungarn, Kroatien, Slowenien, der Slowakei, Tschechien und Polen. Ihr Ziel ist, die Verbände von Reservisten in den Mitgliedstaaten zu unterstützen und mit ihnen bei der Verbesserung der europäischen Sicherheit und Verteidigung zusammenzuarbeiten.
Die internationale Organisation CIOR vereinigt derzeit mehr als 1,3 Millionen Reservisten aus 36 Ländern weltweit – sowohl innerhalb als auch außerhalb der NATO. CIOR ist das Bindeglied zwischen den Reservisten und der NATO, fördert die Tätigkeit der Verbände der Reservisten, unterstützt ihre Rechte, Aktivitäten und Ausbildung in allen Mitglieds- und Partnerstaaten der NATO.